# Sankt Kathrein am Hauenstein
Sankt Kathrein am Hauenstein osztrák község Stájerország Weizi járásában. 2018 januárjában 633 lakosa volt. 

## Elhelyezkedése

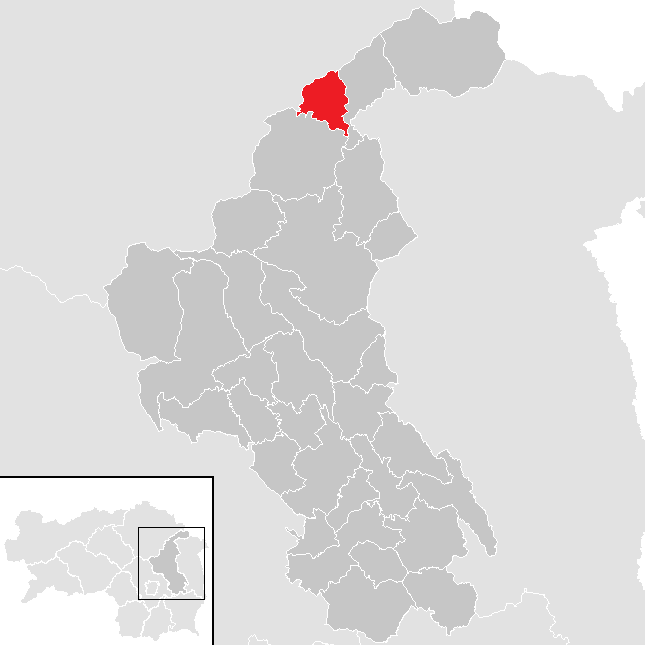
Sankt Kathrein am Hauenstein a Weizi járásban

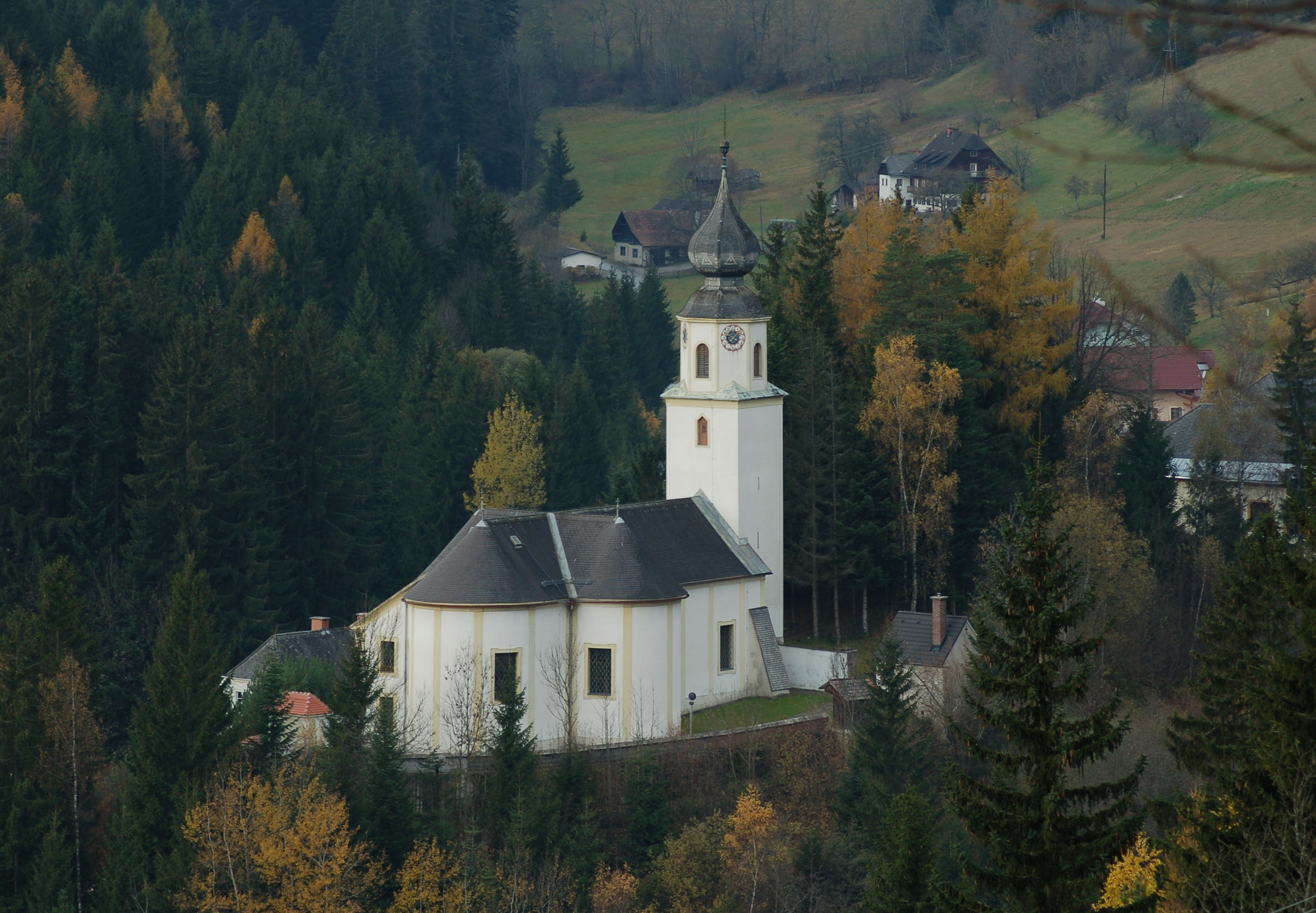
A Szt. Katalin-templom

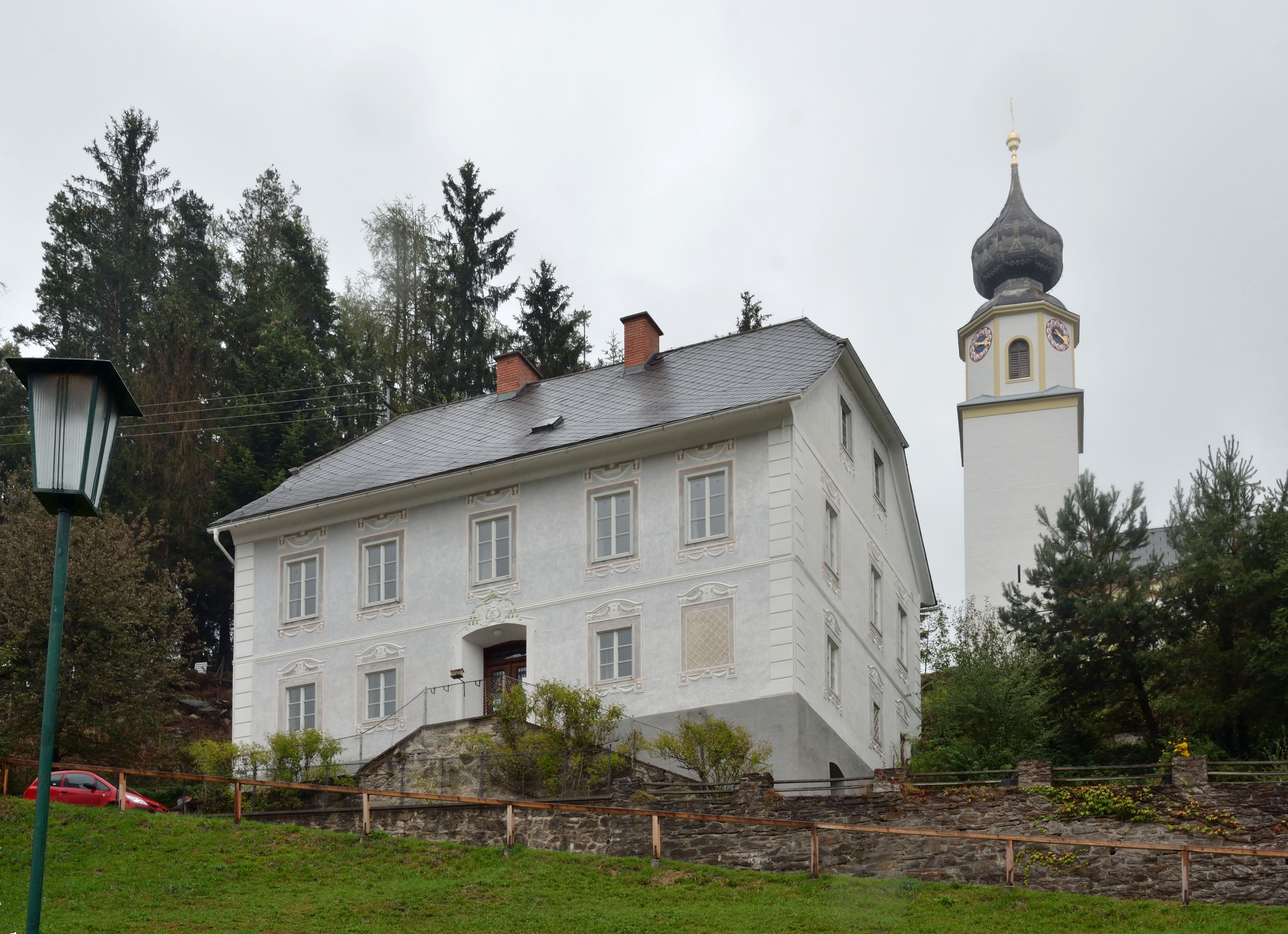
A plébánia

Sankt Kathrein am Hauenstein a Fischbachi-Alpokban fekszik, a Hirschbach folyó mentén. Az önkormányzat két települést egyesít: Landau (108 lakos 2018-ban) és St. Kathrein am Hauenstein (525 lakos). 
A környező önkormányzatok: keletre Ratten, délnyugatra Fischbach, északnyugatra Krieglach.

## Története
A község nevében szereplő Hauenstein arra az erődített udvarházra utal, amelyet egy Hugo nevű lovag épített valamikor 1200 előtt. Az épületet már a 15. század elején elhagyták és romba dőlt. A templomot 1401-ben említik először; 1712-ben átépítették, ekkor nyerte el mai külalakját. 1904-ben egy tűz részben elpusztította, helyreállítására Peter Rosegger, a neves író és költő indított gyűjtést. A község melletti hegyekben 1908-tól ipari mértékű lignitnányászat kezdődött 8a lelőhelyek már a 18. századtól ismertek voltak). Az 1923-ban elkészült, 16 km hosszú drótkötélpályával a Mürz völgyébe szállították a barnaszenet.  
A második világháború során a légitámadásra induló szövetséges repülőgépek rendszeresen átrepültek St. Kathrein fölött és több légicsatára is sor került. A faluban nem esett kár. 1960-ban bezárták a szénbányákat, amelyek ekkor több mint 400 munkást foglalkoztattak. Ma a község elsősorban a turizmusból, azon belül is főleg a síelőkből tartja fenn magát. 

## Lakosság
A Sankt Kathrein am Hauenstein-i önkormányzat területén 2018 januárjában 633 fő élt. A lakosságszám 1951 óta (akkor 1267 fő) a felére csökkent. 2015-ben a helybeliek 94,5%-a volt osztrák állampolgár; a külföldiek közül 0,7% a régi (2004 előtti), 1,2% az új EU-tagállamokból érkezett. 0,1% a volt Jugoszlávia (Szlovénia és Horvátország nélkül) vagy Törökország, 3,5% egyéb országok polgára. 2001-ben a lakosok 98,2%-a római katolikusnak, 1,3% pedig felekezet nélkülinek vallotta magát. Ugyanekkor egy magyar élt a községben.  

## Látnivalók
- a Szt. Katalin-plébániatemplom
- a 18. század végén épült plébánia
- a kultúrházban látható Peter Rosegger-kiállítás

## Fordítás
- Ez a szócikk részben vagy egészben  a   St. Kathrein am Hauenstein című német Wikipédia-szócikk ezen változatának fordításán alapul.  Az eredeti cikk szerkesztőit annak laptörténete sorolja fel. Ez a jelzés csupán a megfogalmazás eredetét és a szerzői jogokat jelzi, nem szolgál a cikkben szereplő információk forrásmegjelöléseként.